# Nishan Randhawa
Nishan Preet Singh Randhawa (Abbotsford, 12 de mayo de 1997) es un deportista canadiense que compite en lucha libre. En los Juegos Panamericanos de 2023 obtuvo una medalla de bronce en la categoría de 97 kg.

## Palmarés internacional
| Juegos Panamericanos | Juegos Panamericanos | Juegos Panamericanos | Juegos Panamericanos |
| Año                  | Lugar                | Medalla              | Categoría            |
| -------------------- | -------------------- | -------------------- | -------------------- |
| 2023                 | Santiago (Chile)     | Medalla de bronce    | 97 kg                |